# Podiceps gallardoi
Lo svasso monaco (Podiceps gallardoi Rumboll, 1974), noto anche come svasso dal cappuccio, è un uccello della famiglia Podicipedidae.

## Descrizione
Questo podicipedide è lungo circa 32 cm, per un peso di 420–610 g.

## Distribuzione e habitat
Questa specie nidifica esclusivamente in una ristretta area dell'Argentina sud-occidentale; è estivante, ma non nidificante, in Cile meridionale.

## Conservazione
La Lista rossa IUCN classifica Podiceps gallardoi come specie in pericolo critico di estinzione (Critically Endangered).